# Fritz Gerlich
Carl Albert Fritz Michael Gerlich (Stettin, 15 de febrero de 1883-Dachau, 30 de junio de 1934) fue un periodista e historiador alemán, convertido en uno de los principales periodistas opuestos a Adolf Hitler. Tras el ascenso al poder de los nazis fue detenido, y sería finalmente asesinado durante la «noche de los cuchillos largos».

## Biografía
Gerlich nació en Stettin (Pomerania) en 1883 y creció como el mayor de cuatro hijos del comerciante de pescado Paul Gerlich y de su esposa Teresa. En otoño de 1889 se inscribió en el Marienstiftungymnasium ("Escuela de Gramática Nuestra Señora"), donde se graduó en 1901. En 1902, marchó para estudiar en la Universidad de Múnich y se convirtió en miembro activo del movimiento los Estudiantes Libres. Tras completar sus estudios con un doctorado y realizar la tesis El testamento de Enrique VI, Gerlich se convirtió en archivero y contribuyó con artículos de marcado carácter antisocialista, conservador y nacionalista en las publicaciones Süddeutsche Monatshefte y Die Wirklichkeit.
Sus problemas de visión, que le obligaban a llevar unas gafas con montura de acero, le impidieron servir en el ejército alemán durante la Primera Guerra Mundial. En 1917, se volvió miembro activo del Deutsche Vaterlandspartei y de la Liga Antibolchevique.
En 1919, publicó el libro Der Kommunismus als Lehre vom Tausendjährigen (El comunismo como teoría del Reich de los mil años), donde clasificaba al comunismo como un tipo de redención a la religión. Un capítulo entero estuvo dedicado a denunciar el antisemitismo, que había ganado terreno debido a las posiciones de liderazgo de muchos judíos en la Revolución y en la República Soviética. Durante esos años, Gerlich cambió sus opiniones políticas y, después de haber sido conservador y nacionalista, se volvió más liberal. En 1920, fue nominado candidato al Landtag de Baviera y el Reichstag alemán para la izquierda liberal: el Deutsche Demokratische Partei (Partido Democrático Alemán).
El 9 de octubre de 1920 contrajo matrimonio con Sophie Stempfle en Múnich, y ese mismo año, cuando contaba 37, le ofrecieron el puesto de redactor-jefe del diario Münchner Neueste Nachrichten. Su tarea consistía en:

Dirigir el periódico para que fuera un bastión para la renovación nacional contra el socialismo y la política republicana.

Bajo su liderazgo, el Münchner Neueste Nachrichten se convirtió en el periódico de mayor importancia de Baviera. Siendo él mismo adversario convencido del comunismo y del socialismo, publicó artículos de carácter nacionalista junto al “panfletista derechista” Paul Nikolaus Cossmann, y permaneció ahí hasta 1928.
En la primavera o en el verano de 1923, se reunió varias veces con Adolf Hitler, seis años más joven que él y líder del incipiente partido nacionalsocialista. Una de las veces fue en el apartamento de Gerlich, otra en su oficina del periódico y otra más junto con Eugen von Knilling, primer ministro de Baviera, y con Eduard Scharrer, miembro de la junta directiva del Münchner Neueste Nachrichten. 
La visita de Hitler a Gerlich se celebró en momentos difíciles: problemas como la inflación azotaban a la recién nacida República de Weimar. Desde ese momento, Gerlich se opuso a que Hitler llegara al poder.
A principios de 1920 había visto la prueba de la tiranía nazi en Múnich. Una vez conservador y nacionalista, después del Golpe del 9 de noviembre de 1923, Gerlich decididamente se volvió contrario a Hitler y se convirtió en uno de sus más feroces críticos.
En 1931, hizo amistad con Teresa Neumann, la mística y visionaria de Konnersreuth (Baviera) que apoyaba las actividades de resistencia de Gerlich. Inicialmente quería exponer el "engaño" de sus estigmas, pero Gerlich regresó como un hombre cambiado y poco después se convirtió al catolicismo.
A partir de 1931 y hasta su muerte, su resistencia estuvo inspirada por la doctrina social de la Iglesia Católica. Dejó el puesto como redactor-jefe de la Münchner Neueste Nachrichten, y regresó a su trabajo en el Archivo Nacional de Baviera.
Antes de 1933, Gerlich ya se había opuesto al nazismo y se había referido al Partido Nazi de Hitler como "asesino".
Un círculo de amigos que se había desarrollado en torno a Teresa Neumann dio lugar a la idea de fundar un semanario político, a fin de reorientar a la izquierda y la derecha lejos del extremismo político. Apoyado por un rico mecenas, el príncipe Erich Walburg-Zeil, Gerlich fue capaz de liderar el semanario Der Illustrierte Sonntag, renombrado Der gerade Weg a partir de 1932.
En su periódico Gerlich luchó contra las principales doctrinas políticas de su tiempo: el comunismo, el nacionalsocialismo y el antisemitismo. El conflicto del creciente movimiento nazi se convirtió en el eje central de Gerlich y su escritura. La enfática y a veces estridente entonación de su batalla periodística le dio al periódico un creciente espectro de lectores. 
A finales de 1932, la circulación del periódico sobrepasaba los 100 000 lectores. Gerlich escribió entonces: "El nacionalsocialismo se entiende como la enemistad con las naciones vecinas, la tiranía interna, la guerra civil, la guerra mundial, la mentira, el odio, el fratricidio y los ilimitados deseos."
Un día después de que los nazis tomaran el poder en Alemania, decidieron eliminar a Gerlich. Fue detenido el 9 de marzo de 1933 y conducido al campo de concentración de Dachau. Allí sería asesinado el 30 de junio de 1934, durante la noche de los cuchillos largos.
Su esposa recibió la confirmación de la muerte cuando sus gafas salpicadas de sangre fueron devueltas a su casa.

## Filmografía
Fue retratado en la película Hitler: El reinado del mal por el actor Matthew Modine.